# リチャード・リンクレイター
リチャード・リンクレイター（Richard Linklater, 1960年7月30日 - ）はアメリカ合衆国の映画監督、脚本家、映画プロデューサー、俳優。

## 経歴
テキサス州ヒューストン出身。サム・ヒューストン州立大学で学んだ。高校、大学と野球部に所属。その体験が、『バッド・チューニング』、『エブリバディ・ウォンツ・サム!! 世界はボクらの手の中に』に反映している。野球で奨学金をもらっていたが、病気のためプレイを断念した。 
1990年代にインディペンデント映画界から頭角を現した。1995年の『恋人までの距離』で、ベルリン国際映画祭の監督賞を受賞。
作品の多くは1日の出来事を扱っており、ヒューストンを舞台にしていることが多い。インディペンデント映画とハリウッド映画（大手プロダクションのメジャー映画）の両方で監督を務めることができる器用な映画監督である。インディペンデントから完全にハリウッドに移行する映画監督が多い中、彼は両方を行き来することができる。
『テープ』ではワンロケーションの人間ドラマを撮り、『ウェイキング・ライフ』では哲学的なアニメーションを撮り上げた。また『スクール・オブ・ロック』のようなファミリー向け作品も得意としている。
2014年の『6才のボクが、大人になるまで。』では、ベルリン国際映画祭の監督賞、第80回ニューヨーク映画批評家協会賞・監督賞、第40回ロサンゼルス映画批評家協会賞・監督賞、第18回トロント映画批評家協会賞・監督賞、第72回ゴールデングローブ賞・監督賞を受賞。
2019年、スティーヴン・ソンドハイムのミュージカル『メリリー・ウィー・ロール・アロング』の映画化作品を監督することが発表され、 『6才のボクが、大人になるまで。』と同様に数年にわたって撮影されることになったが、原作ミュージカルやその原作戯曲と同じように時系列を逆にして描かれる。
俳優のイーサン・ホークと仕事を共にすることが多い。

## フィルモグラフィー

### 監督作品
| 年   | 作品名                                                                       | クレジット | クレジット | クレジット | クレジット |
| 年   | 作品名                                                                       | 監督       | 脚本       | 製作       | 出演       |
| ---- | ---------------------------------------------------------------------------- | ---------- | ---------- | ---------- | ---------- |
| 1988 | It's Impossible to Learn to Plow by Reading Books                            | Yes        | Yes        | Yes        | Yes        |
| 1991 | スラッカー Slacker                                                           | Yes        | Yes        | Yes        | Yes        |
| 1993 | バッド・チューニング Dazed and Confused                                      | Yes        | Yes        | Yes        |            |
| 1995 | ビフォア・サンライズ 恋人までの距離 Before Sunrise                           | Yes        | Yes        |            |            |
| 1996 | SubUrbia                                                                     | Yes        |            |            |            |
| 1998 | ニュートン・ボーイズ The Newton Boys                                         | Yes        | Yes        |            |            |
| 2001 | ウェイキング・ライフ Waking Life                                             | Yes        | Yes        |            | Yes        |
| 2001 | テープ Tape                                                                  | Yes        |            |            |            |
| 2003 | スクール・オブ・ロック School of Rock                                        | Yes        |            |            |            |
| 2004 | ビフォア・サンセット Before Sunset                                           | Yes        | Yes        | Yes        |            |
| 2005 | がんばれ!ベアーズ ニュー・シーズン Bad News Bears                            | Yes        |            | Yes        |            |
| 2006 | ファーストフード・ネイション Fast Food Nation                                | Yes        | Yes        |            |            |
| 2006 | スキャナー・ダークリー A Scanner Darkly                                      | Yes        | Yes        |            |            |
| 2008 | 僕と彼女とオーソン・ウェルズ Me and Orson Welles                             | Yes        |            | Yes        |            |
| 2011 | バーニー/みんなが愛した殺人者 Bernie                                         | Yes        | Yes        | Yes        |            |
| 2013 | ビフォア・ミッドナイト Before Midnight                                       | Yes        | Yes        | Yes        |            |
| 2014 | 6才のボクが、大人になるまで。 Boyhood                                        | Yes        | Yes        | Yes        |            |
| 2016 | エブリバディ・ウォンツ・サム!! 世界はボクらの手の中に Everybody Wants Some!! | Yes        | Yes        | Yes        |            |
| 2017 | 30年後の同窓会 Last Flag Flying                                              | Yes        | Yes        |            |            |
| 2019 | バーナデット ママは行方不明 Where'd You Go, BernadetteLast                   | Yes        | Yes        |            |            |
| 2022 | アポロ10号 1/2 宇宙時代のアドベンチャー Apollo 10 1⁄2: A Space Age Childhood | Yes        | Yes        | Yes        |            |
| 2023 | ヒットマン Hit Man                                                           | Yes        | Yes        | Yes        |            |

### ドキュメンタリーへの出演
- 『サイド・バイ・サイド フィルムからデジタルシネマへ』 (2012年)
- 『ヒッチコック/トリュフォー』 (2015年)
- 『リチャード・リンクレイター 職業:映画監督』 (2016年)[8]